# Ель-Росаріо (Іспанія)
Ель-Росаріо (ісп. El Rosario) — муніципалітет в Іспанії, у складі автономної спільноти Канарські острови, у провінції Санта-Крус-де-Тенерифе, на острові Тенерифе. Населення — 17 417 осіб (2010).
Муніципалітет розташований на відстані близько 1760 км на південний захід від Мадрида, 11 км на захід від Санта-Крус-де-Тенерифе.
На території муніципалітету розташовані такі населені пункти: (дані про населення за 2010 рік)
- Барранко-Ондо: 180 осіб
- Лас-Баррерас: 393 особи
- Ла-Есперанса: 3569 осіб
- Ломо-Пеладо: 531 особа
- Льяно-дель-Моро: 1514 осіб
- Мачадо: 679 осіб
- Радасуль: 4909 осіб
- Лас-Росас: 1110 осіб
- Сан-Ісідро: 862 особи
- Табайба: 3158 осіб
- Костанера: 512 осіб

## Демографія
Динаміка населення (INE ):

## Галерея зображень

Розташування муніципалітету на острові Тенерифе